# Bahnhof Dissen-Bad Rothenfelde
Der Bahnhof Dissen-Bad Rothenfelde befindet sich in der Gemarkung Erpen im Gebiet der Stadt Dissen a.T.W. im Landkreis Osnabrück. Er ist Bahnstation für Dissen und den benachbarten Kurort Bad Rothenfelde an der 1886 eröffneten Eisenbahnstrecke „Haller Willem“ Osnabrück–Dissen-Bad Rothenfelde–Halle(W.)–Bielefeld. Er ist heute nur noch ein Haltepunkt. Täglich wird der Haltepunkt von über 800 Reisenden genutzt.

## Empfangsgebäude
Das Bahnhofsgebäude ist älter als die Bahnstrecke und so ein „Urgestein“ der Eisenbahngeschichte, denn es ist das Gebäude des 1846 erbauten Hildesheimer Hauptbahnhofs, das dort abgetragen und in Dissen-Bad Rothenfelde 1886 wieder aufgebaut wurde. Es steht heute unter Denkmalschutz.

## Betrieb
Am 2. Juni 1984 wurde der Personenverkehr zwischen Osnabrück und Dissen-Bad Rothenfelde eingestellt, so war der Bahnhof nun Endpunkt der Züge von Bielefeld. Am 1. Juni 1991 wurde auch der Güterverkehr auf diesem Abschnitt eingestellt. Die Deutsche Bahn wollte die Strecke nordwestlich von Dissen-Bad Rothenfelde stilllegen. Dies konnte von der Bürgerinitiative „Initiative Haller Willem“ verhindert werden.
In der Folge wurde der Streckenabschnitt saniert. Sämtliche Nebengleise wurden entfernt, es blieb nur das Durchfahrtsgleis übrig. Am 12. Juni 2005 konnte der planmäßige Personenverkehr wieder aufgenommen werden.
Heutzutage nutzen täglich mehr als 800 Reisende den Bahnhof (Stand 2011/2012). Es fahren Regionalzüge der NordWestBahn im Stundentakt zwischen Osnabrück und Bielefeld.
| Linie | Verlauf | Takt   |
| ----- | --- | ------ |
| RB 75 | Haller Willem: Osnabrück Hbf – Osnabrück-Sutthausen – Oesede – Kloster Oesede – Wellendorf – Hilter – Dissen-Bad Rothenfelde – Westbarthausen – Borgholzhausen – Hesseln – Halle (Westf) OWL-Arena – Halle (Westf) – Künsebeck – Steinhagen (Westf) – Steinhagen Bielefelder Straße – Quelle – Quelle-Kupferheide – Bielefeld-Brackwede – Bielefeld Hbf Stand: Fahrplanwechsel Dezember 2021 | 60 min |

Am Bahnhofsvorplatz gibt es Busanschlüsse nach Bad Rothenfelde und Dissen von der Verkehrsgemeinschaft Osnabrück.

## Weblink
- Die Grande Dame in Dissen/Bad Rothenfelde. In: Neue Osnabrücker Zeitung. Abgerufen am 27. Juni 2014